# Arthroleptides dutoiti
Arthroleptides dutoiti é uma espécie de anfíbio da família Petropedetidae.
Pode ser encontrada nos seguintes países: Quénia e possivelmente em Uganda.
Os seus habitats naturais são: regiões subtropicais ou tropicais húmidas de alta altitude e rios.
Está ameaçada por perda de habitat.